# Зборов на Бистрици
Зборов на Бистрици (слч. Zborov nad Bystricou) насељено је мјесто са административним статусом сеоске општине (слч. obec) у округу Чадца, у Жилинском крају, Словачка Република.

## Становништво
| Година:    | 1994. | 2004.   | 2014.   | 2024.   |
| ---------- | ----- | ------- | ------- | ------- |
| Број људи: | 2137  | 2282    | 2253    | 2137    |
| Разлика:   |       | +6,78 % | -1,27 % | -5,14 % |

| Година:    | 2023. | 2024.   |
| ---------- | ----- | ------- |
| Број људи: | 2142  | 2137    |
| Разлика:   |       | -0,23 % |

Према подацима о броју становника из 2011. године насеље је имало 2.230 становника.